# Myslíkové z Hyršova
Myslíkové z Hyršova (též z Hiršova, Hyršowa) byli staročeský měšťanský, vladycký, rytířský a později i panský rod.

## Historie

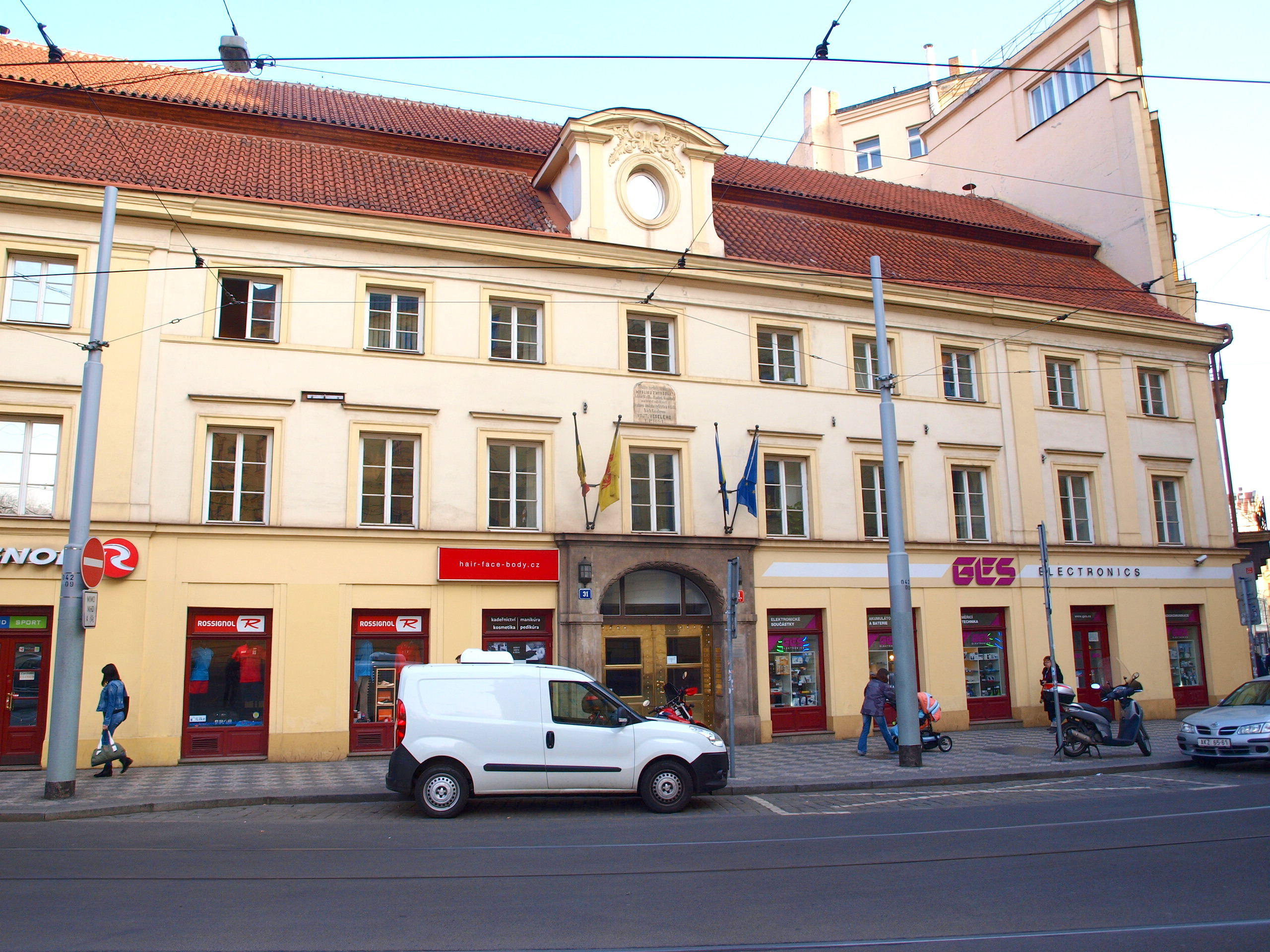
Myslíkovský dům v Myslíkově ulici, v Praze-Novém Městě

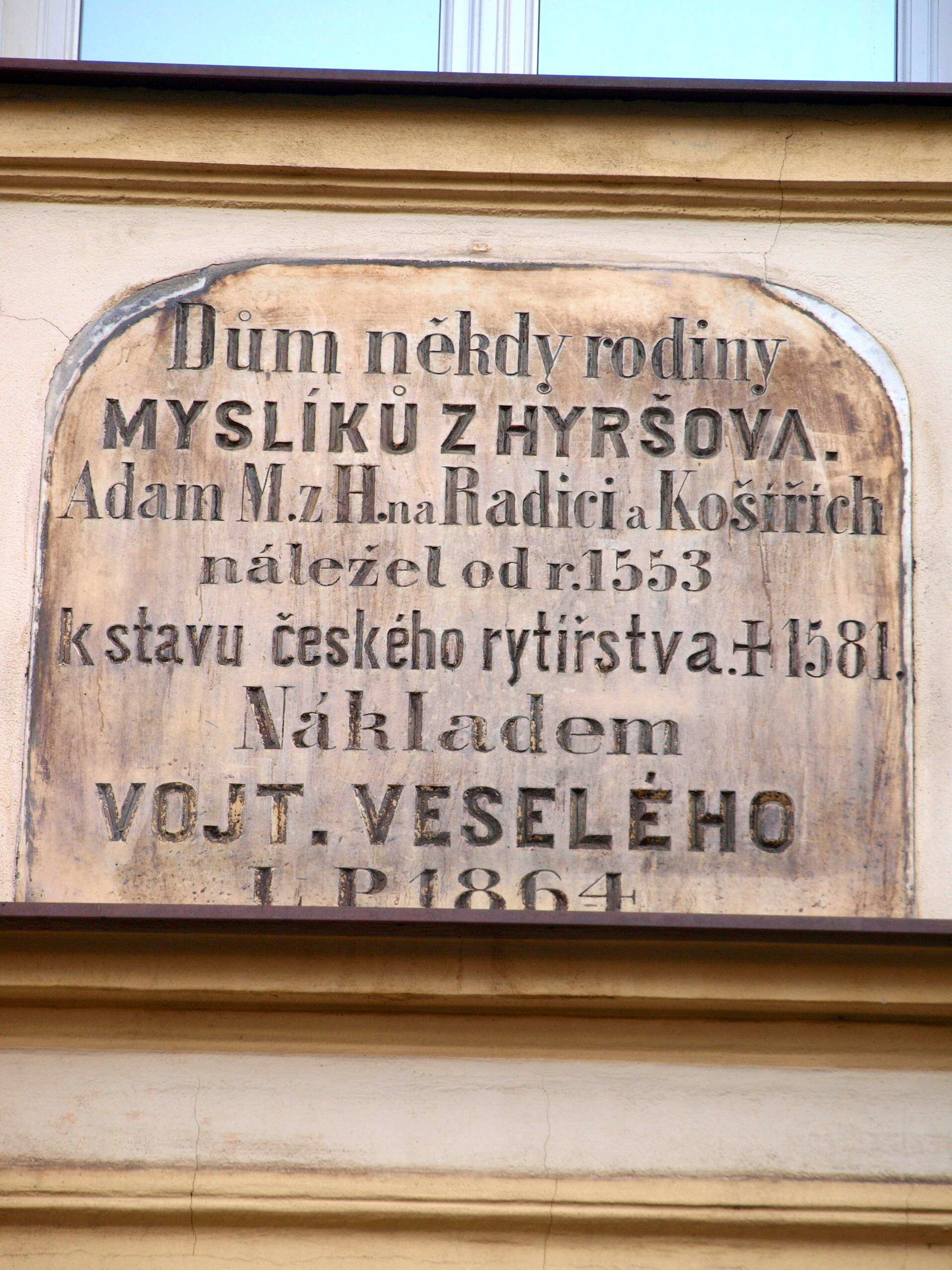
Pamětní deska na Myslíkovském domě v Praze

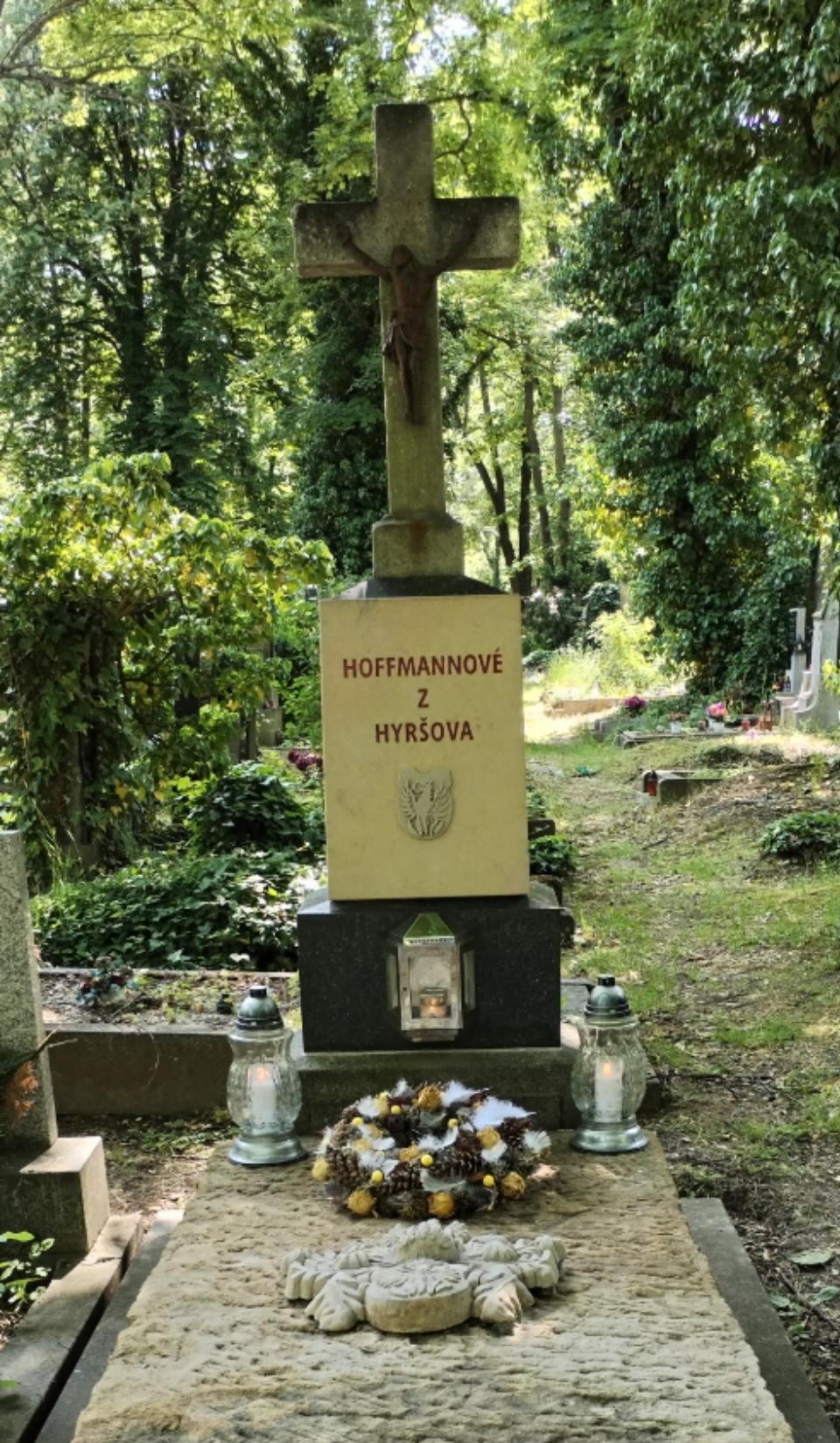
Hrobka Hoffmannů z Hyršova na hřbitově Olšany v Praze

Pravděpodobně nejstarším známým představitelem rodu[zdroj⁠?!] byl Václav Myslík († 1482), velký pražský sládek a slovutný měšťan Nového Města pražského, o kterém Zikmund Winter uvádí, že byl prvním známým majitelem šalíře s hledím, které se do té doby v Čechách nenosilo. Matěj Myslík z Hyršova byl povýšen roku 1530 na vladyku a již od roku 1527 byl radním Starého a Nového Města pražského a velmi úspěšným sládkem, společně s ním byli povýšeni i jeho synovec Šimon Třeštík a Jan Němeček (snad Šimonův švagr).
Adam I. Myslík z Hyršova, na Radlici a v Košířích byl vladyka a císařský sudí Nového Města pražského, jenž byl v roce 1553 byl povýšen do rytířského stavu. Zastával též funkci rady při úřadě Nejvyššího purkrabího. Se svou ženou Prudencií, rozenou Doubravskou z Doubravy, měl syny Jana, který získal Košíře (košířská větev) a Ladislava, který získal Radíč (radíčská větev).
Z důvodu zachování celistvosti rodového majetku docházelo k uzavírání sňatků mezi bratranci a sestřenicemi. Adam III. ml. (syn Ladislava) a Kateřina (dcera Jana) měli spolu čtyři doložené syny Jáchyma, Melichara, Jana Břeňka a Zikmunda Jana. Prudencie (dcera Ladislava) a Ludvík (syn Jana) měli společně dceru Reginu Kateřinu, jež se provdala za Jakuba Hoffmanna. Prudencie se po smrti manžela podruhé provdala za Bedřicha Dvořeckého z Olbramovic a měla s ním dceru Johannu, provdanou Malovcovou z Malovic. Z Janovy i Ladislavovy větve pak pochází nejvýznamnější osobnost rodu Zikmund Jan Myslík z Hyršova, jenž získal titul barona.
V roce 1653 drželi Hoffmannové z Hyršova onšovský statek v Ouběnicích. Jakub Hoffmann je zmíněn jako manžel Kateřiny Reginy Myslíkové z Hyršova v Almanachu českých šlechtických a rytířských rodů.Vzhledem ke skutečnosti, že původní dvě větve rodu z důvodu jednoty majetku splynuly opět v jednu, lze dělit později vzniklé větve na Hoffmanny z Hyršova a Zhudovské z Hyršova. Přičemž Hoffmannové jsou pokrevní linií a Zhudovští se stali erbovními strýci Myslíků, když byli přijati Myslíky se souhlasem panovníka k jejich erbu. Od těch dob má rodina rytířů z Hyršova svůj pohřeb i v kostele ve Starém Kníně.

## Významní členové rodu
- Adam I. Myslík z Hyršova
- Aleš Olbram Hoffmann z Hyršova v současnosti starosta obce Domašín[7]
- Adam II. st., Myslík z Hyršova
- Matěj Myslík z Hyršova (zakladatel rodu)

- Ludvík Myslík z Hyršova
- Jan Myslík z Hyršova
- Ladislav Myslík z Hyršova
- Adam III. ml. Myslík z Hyršova
- Václav Felix Myslík z Hyršova
- Jindřich Myslík z Hyršova

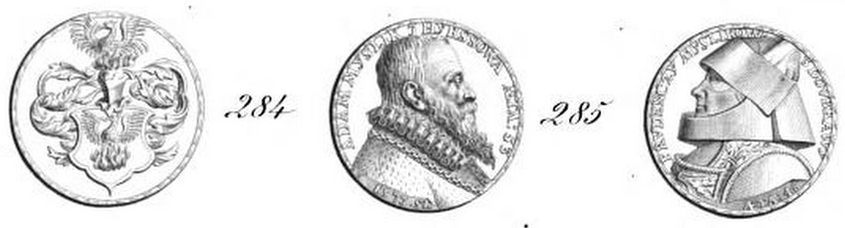
Mince Adama Myslíka z Hyršova a Prudencie roz. Doubravské z Doubravy

- Patrně nejslavnějším členem rodu byl ovšem Zikmund Jan Myslík z Hyršova († 1666). Ten za třicetileté války bojoval proti Švédům a dosáhl hodnosti generála-feldmaršállajtnanta císařské armády a za své zásluhy byl v roce 1639 povýšen do panského stavu. Ten také od své tchyně, hraběnky Černínové, v roce 1643 koupil panství a zámek Pacov. Vlastnil také menší statek Jeníčkova Lhota a dům v Táboře, který kdysi koupil pro svou ženu Alžbětu.
- Antonín Hoffmann, rychtář v Osově
- Jiří Hoffmann, mlynář v Osově
- Alžběta (Eliška) Myslíková roz. Černínová z Chudenic, manželka Zikmunda.
- Johana Eusebie Barbora ze Žďáru, manželka Zikmunda. Po jeho smrti se podruhé vdala za hraběte Karla Leopolda del Carretto di Millesimo
- Humprecht Jan
- Zuzana Myslíková (*1644) vdaná za markýze Girolama Hippoliti da Gazoldo (příbuzného Černínů)
- Prudencie Myslíková z Hyršova, manželka Bedřicha rytíře Dvořeckého z Olbramovic († 1640)

## Erb

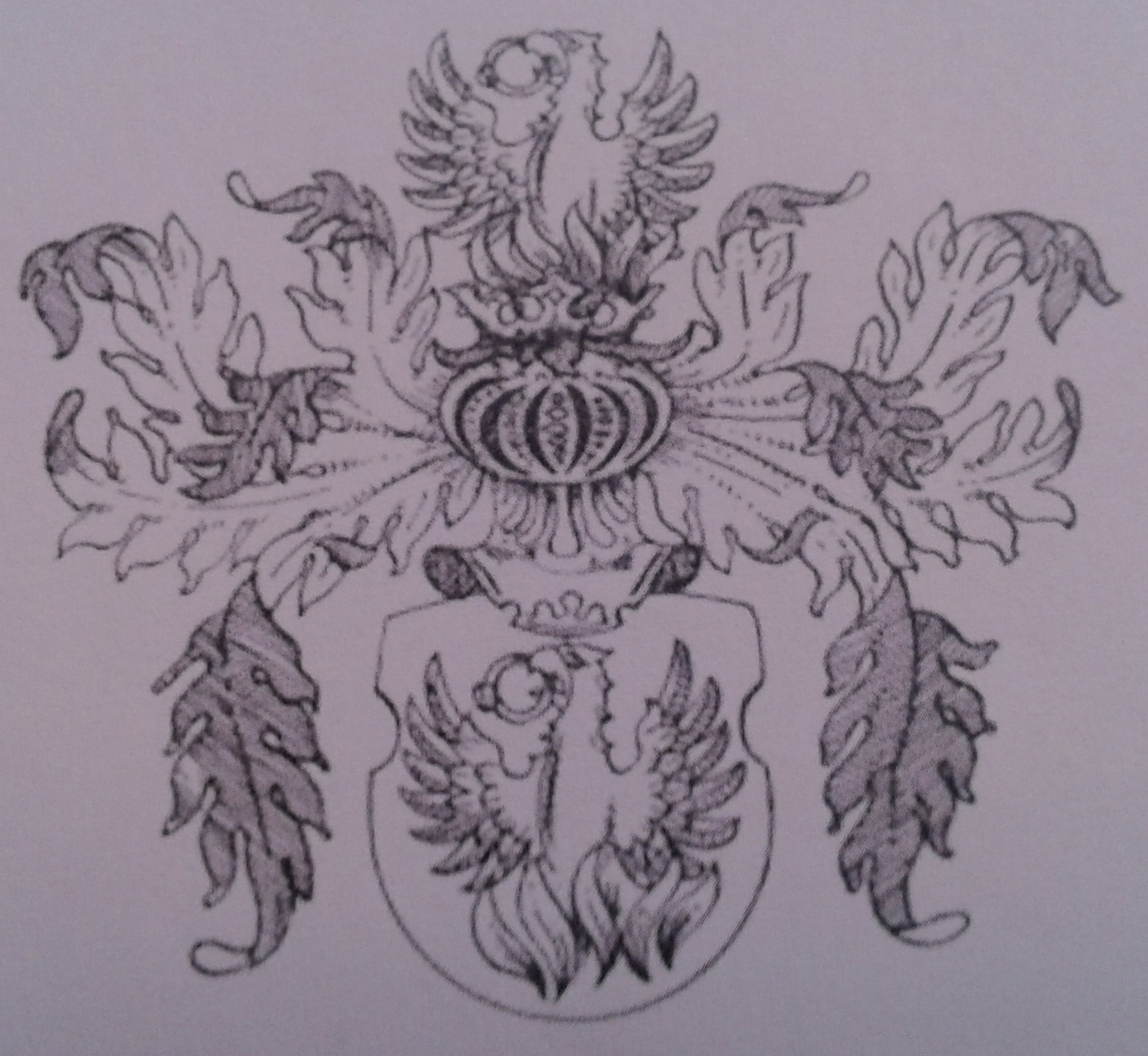
Erb rodu Myslíků

Rodový erb Myslíků z Hyršova znázorňuje v zeleném poli rudého fénixe povstávajícího z plamenů, jenž v zobáku třímá zlatý prsten. V klenotu je týž fénix v plamenech.

## Myslíkova ulice
Ačkoli novoměstská Myslíkova ulice nese jméno tohoto rodu, pojmenování vzniklo omylem. Dům na rohu ulic Myslíkové a Spálené totiž nepatřil Adamu Myslíkovi, jak stojí na pamětní deska na domě, nýbrž Eliáši Myslichovi z Vilimštejna, komorníkovi při zemských deskách v 17. století..

## Příbuzenství
Myslíkové z Hyršova (na Radlici a v Košířích) jsou příbuzní s následujícími rody: Doubravští z Doubravy, Dvořečtí z Olbramovic, Zhudovští z Hyršova, Šturmové z Hirschfeldu, Smrčkové z Mnichu, Hrškové ze Mšena a Ježovští z Lub. Také se skrze sňatek Zikmunda Myslíka s Alžbětou roz. Černínovou (o niž se ucházel také Václav Hýzrle z Chodů) spojili s hraběcím rodem Černínů z Chudenic. V druhém manželství se pak týž Zikmund oženil s Johanou Eusébií Barborou z rodů hrabat z Cengia a Millesima a Žďárských ze Žďáru.